# 劉瓌 (遼朝)
劉瓌，辽朝官员。
劉瓌官至中大夫、昭文館直學士、知御史中丞、開國侯，辽道宗寿昌五年（1099年）天庆寺（位于今辽宁省朝阳市凤凰山）住持智化和当时兴中府文人雅士、官吏及各寺高僧等二十五人共二十六首唱和诗，勒石成碑即为《玉石观音像唱和诗碑》。其中包括劉瓌。
《玉石观音像唱和诗碑》二十五人
- 沙門智化，崇祿大夫、檢校太師、行鴻臚卿、普門大師、賜紫
- 鄭若愚，兵部尚書兼門下侍郎、平章事
- 韓資讓，左僕射兼中書侍郎、平章事
- 趙庭睦，兵部尚書、興中尹
- 梁援，諸行宮都署、尚書左僕射
- 趙長敬，特進、禮部尚書、參知政事
- 馬元俊，觀書殿學士、翰林學士、行尚書禮部侍郎、知制誥
- 劉瓌，中大夫、昭文館直學士、知御史中丞、開國侯
- 史仲愛，度支使、金紫崇祿大夫、行尚書禮部郎
- 曲正夫，乾文閣待制、史館修撰
- 王執中，朝請大夫、守祕書監、開國伯、賜金紫魚袋
- 于復先，南面統行宮監都部署，尚書吏部員外郎
- 王仲華，前樞密院吏房承旨、行殿中少監
- 孟初，朝議大夫、知制誥、開國子
- 張識，朝散大夫、司農少卿、大定少尹、賜紫金魚袋
- 楊滌瑕，司農少卿、知度支副使
- 李師範，守殿中少監、知析津縣事
- 李□□，行御史中丞、賜紫金魚袋
- 張□，提點弘法寺、將作監
- 寇□，內藏副都監、朝散大夫、尚書虞部郎中、借紫
- 張墧，殿中丞直史館
- 韓汝礪，左承制、閤門祗候
- 沙門善□，崇祿大夫、檢校司徒、辯慧詮正大師、賜紫
- 沙門性連，講經法姪
- 沙門性鑒，資講僧[2][3]